# Vazante (filme)
Vazante é um filme de drama histórico luso-brasileiro de 2017 dirigido e escrito por Daniela Thomas e Beto Amaral. Protagonizado por Adriano Carvalho e Luana Nastas, o filme aborda a escravidão nos anos 1820 no Brasil. Estreou no Festival Internacional de Cinema de Berlim em 10 de fevereiro de 2017.

## Sinopse
Em 1821, um comerciante mineiro de escravos, Antonio, volta para casa com escravos africanos importados apenas para descobrir que sua esposa morreu no parto junto com seu filho. Na dor, ele abandona sua casa e vai para a selva. Como as minas secaram e não há outro trabalho ou chance de dinheiro, o cunhado de Antonio, Batholomeu, decide levar os escravos para serem vendidos. Na jornada, os escravos conseguem dominar Batholomeu e se libertar de seu caixão. No entanto, como o líder do grupo está fugindo, ele se depara com Antonio que está perto da morte e o salva devolvendo-o à sua família.
Antonio re-escraviza o homem que o salvou. Ele permanece desanimado até ser abordado por um homem negro livre, Jeremias, que se oferece para transformar suas terras em uma fazenda lucrativa. Durante a queima dos arbustos, Antonio avista brevemente Beatriz, a filha mais nova de Batholomeu, que foi atraída pelo fogo. Embora ela ainda não tenha começado a menstruar, ele decide se casar com ela, para grande desgosto de seus pais, que sentem que não podem dizer não devido à perda dos escravos por Batholomeu e às suas próprias dificuldades financeiras.
Antonio não consuma o casamento, pois Beatriz é muito jovem e, logo após o casamento, parte para obter grãos e outros bens. Enquanto isso, a família de Beatriz decide partir para o Serro .
Solitária e entediada, Beatriz faz amizade com alguns dos filhos escravizados pelo marido, entre eles Virgílio, um menino da sua idade. Enquanto jogavam, eles acidentalmente descobrem o líder dos escravos africanos que salvou Antonio, morto. A morte os une e, enquanto estão juntos no campo, são descobertos por Jeremias e são amarrados e arrastados de volta para a fazenda. Jeremias foge e o resto dos escravos conspiram para manter o incidente em segredo. Pouco depois Beatriz começa a menstruar pela primeira vez.
Antonio volta para casa. Ao saber que Beatriz começou a menstruar, ele inicialmente adia a consumação do casamento e estupra a mãe de Virgílio, Feliciana. No entanto, ele logo começa a estuprar Beatriz. Feliciana logo engravida, assim como Beatriz. Ao saber da gravidez de Beatriz, Antonio jura que nunca mais a deixará. Beatriz tenta fugir, mas é pega e trazida de volta por Antonio.
Beatriz entra em trabalho de parto. Antonio vai embora e quando volta descobre que Beatriz deu à luz um filho negro, filho de Virgílio. Furioso, Antonio mata o filho e a avó de Beatriz, além de Virgílio e Feliciana.
Enquanto Antônio avisa os outros escravos para não tocarem em seus corpos, Beatriz sai de casa e resgata Feliciana e o filho chorando de Antônio e começa a mamar no bebê.

## Elenco
- Adriano Carvalho - Antônio
- Luana Nastas - Beatriz
- Sandra Corveloni - Dona Ondina
- Maria Helena Dias - Domingas
- Juliana Carneiro da Cunha - Dona Zizinha
- Roberto Audio - Batholomeu
- Jai Baptista - Feliciana
- Toumani Kouyaté - Lider
- Vinícius dos Anjos - Virgílio
- Fabrício Boliveira - Jeremias
- Adilson Maghá - Porfírio
- Geisa Costa - Joana
- Maria Isadora Favero - Maria Joaquina

## Lançamento
Vazante estreou na seção Panorama do 67º Festival Internacional de Cinema de Berlim.

## Recepção
Em junho de 2020, o filme detinha 85% de aprovação no agregador de críticas Rotten Tomatoes, baseado em 34 críticas com uma classificação média de 7,16/10. No Metacritic, o filme tem uma pontuação média ponderada de 68 de 100, com base em 12 críticos, indicando "críticas geralmente favoráveis".
O Hollywood Reporter descreveu o filme como "uma ópera silenciosa que chega a um clímax devastador".